# Venezolana
Venezolana (eigentlich Rutas Aéreas de Venezuela RAV, S.A) ist eine venezolanische Fluggesellschaft mit Sitz in Maracaibo und Basis auf dem Flughafen Caracas.

## Flugziele
Die derzeit von Caracas angeflogenen Ziele sind mit Maracaibo, Porlamar, Cumaná, El Vigía, Santa Bárbara und Maturín hauptsächlich innerhalb Venezuelas gelegen. Mit Aruba, Panama, Santo Domingo und saisonalen Flügen nach Miami stehen jedoch außerdem auch eine Reihe von internationalen Zielen im Flugplan.

## Flotte

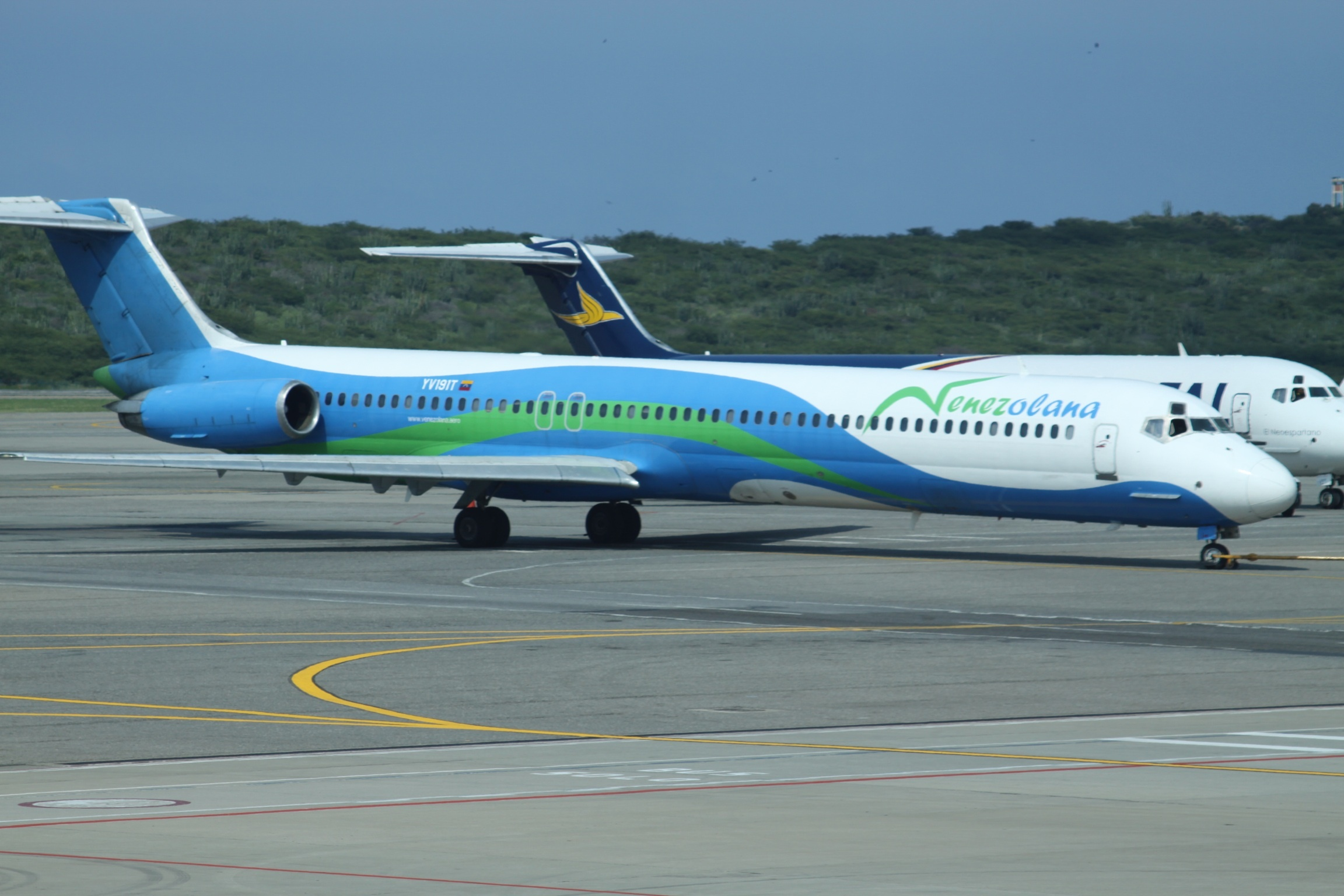
McDonnell Douglas MD-83 der Venezolana

### Aktuelle Flotte
Mit Stand April 2025 besteht die Flotte der Venezolana aus drei Flugzeugen mit einem Durchschnittsalter von 40,5 Jahren:
| Flugzeugtyp             | Anzahl | bestellt | Anmerkungen | Sitzplätze | Durchschnittsalter |
| ----------------------- | ------ | -------- | ----------- | ---------- | ------------------ |
| Boeing 737-200 Adv.     | 1      |          |             | 117        | 47,1 Jahre         |
| McDonnell Douglas MD-83 | 1      |          |             | 150        | 39,1 Jahre         |
| McDonnell Douglas MD-88 | 1      |          | inaktiv     |            | 35,4 Jahre         |
| Gesamt                  | 3      | -        |             |            | 40,5 Jahre         |

### Ehemalige Flugzeugtypen
- British Aerospace Jetstream 41
- McDonnell Douglas MD-82